# Claudine Loquen

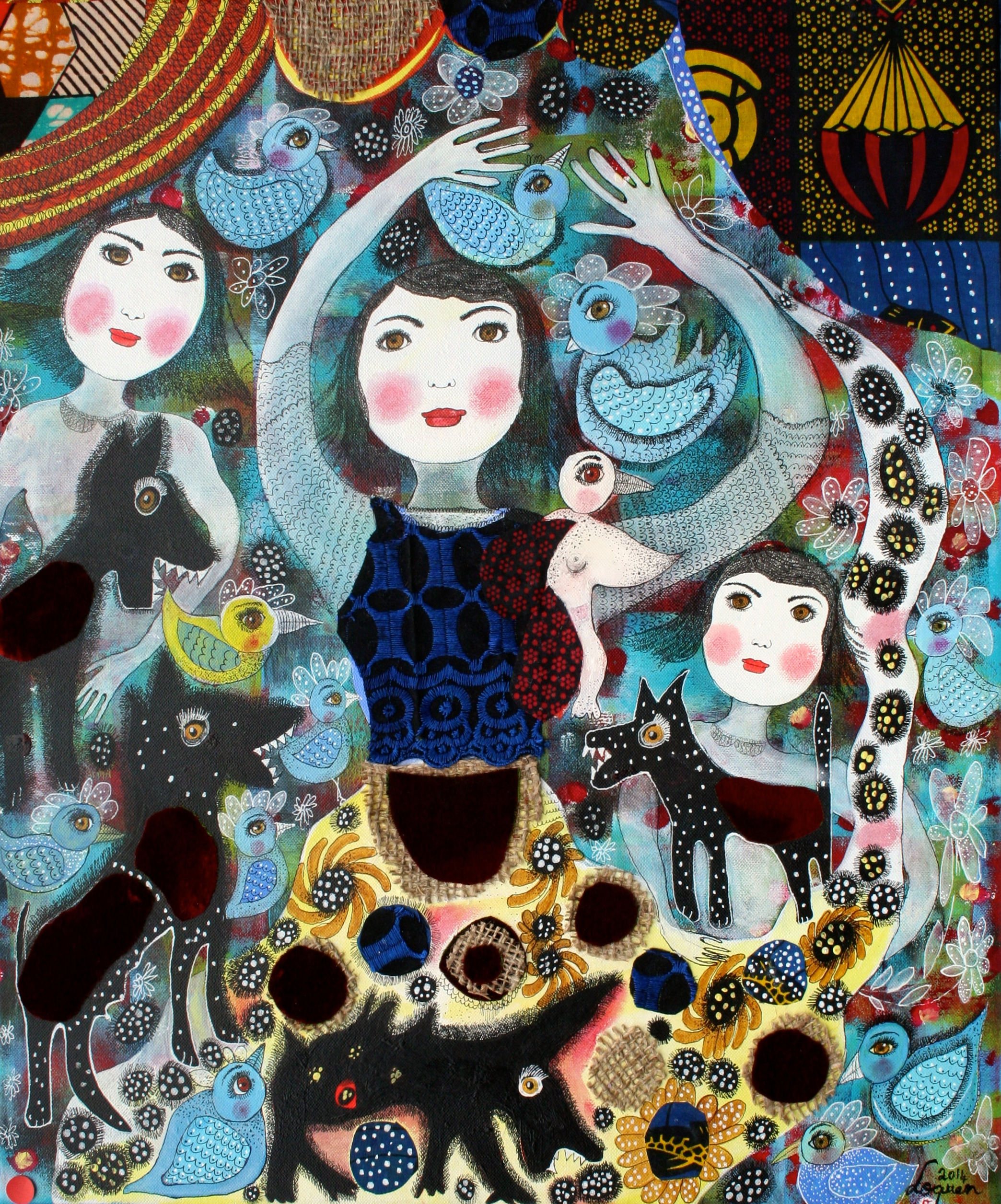
Elsa Triolet et les loups - Technique mixte sur toile -.

Claudine Loquen [klodin lɔkɛn], (née le 22 février 1965 à Sainte-Adresse) est une artiste peintre, sculptrice et illustratrice française. L'ensemble de son œuvre s'inscrit dans les mouvements de l'art singulier, l'art brut et l'art naïf.
Certaines de ses œuvres figurent dans les collections de musées français et étrangers .
Elle vit et travaille entre Paris et Fécamp.

## Biographie

### Jeunesse et formation
Claudine Marie Claire Loquen naît (ainsi que sa sœur jumelle, Sylvie), le 22 février 1965, à Sainte-Adresse. Ses ancêtres, originaires de Dinan et Ploubalay dans les  Côtes-d'Armor, ainsi que de Rouen, Yvetot et Veauville-lès-Baons (Pays de Caux), en Seine-Maritime, sont tisserands, brodeurs, tailleurs d'habits. Son père, Claude, s'engage dans la Marine nationale après une formation à l’École des mousses de Loctudy. Sa mère, Nicole Tesnière (1939, Rouen - 2023, Dinan), est employée à la SNCF à la gare du Havre . Elle transmet à ses filles sa passion pour la poésie et la littérature .
Au gré des mutations professionnelles de ses parents, son enfance se passe au Havre, à Petite-Rosselle, à Chalon-sur-Saône puis à Veauville-lès-Baons, près d'Yvetot, où vit Henriette, sa grand-mère maternelle. Adolescente, elle fréquente l'école des Beaux-arts, au Havre. En 1979, elle entreprend des études d'arts plastiques au lycée Claude-Monet du Havre puis au lycée Jeanne-d'Arc de Rouen où elle obtient son baccalauréat en 1982. Après des études de lettres à l'Université de Rouen-Normandie, elle exerce divers métiers.

### Parcours artistique
À partir de 1988, Loquen vit à Paris puis installe son premier atelier à Maisons-Laffitte où elle réside de 1994 à 2011. Sa première exposition personnelle a lieu en 2003, au café littéraire Les Deux Magots à Paris. En 2004, elle expose en trio avec Manabu Koshi et Patrick Chappert-Gaujal à la Galerie de l'Entrepôt, à Paris. Puis les expositions se succèdent en France comme à l'étranger.
L'artiste est sociétaire du Salon d'automne de Paris où elle fait partie de la section Mythes et réalités (créée et présidée par Danielle Le Bricquir), puis Mythes et singularité, de 2010 à 2020. Lors de ce même salon, Colombe Anouilh, le 8 décembre 2014, lui décerne le prix Jean-Anouilh pour son œuvre sur toile, Jeunes filles aux loups,.
Depuis 2017, elle a rejoint le groupe Les naïfs, présidé par Bernard Vercruyce, au Salon Comparaisons.
De 2018 à 2023, son travail est représenté en permanence à la Galerie Rollin, à Rouen .
En 2021, Loquen crée et préside la section Art naïf au Salon d'Automne, à Paris, regroupant chaque année une trentaine d'artistes de la mouvance de l'art naïf.

### Thèmes
Loquen peint essentiellement des femmes, des personnages historiques et puise son inspiration dans la littérature, l'histoire, la poésie et les contes,,,,. En 2019, son exposition Les Dames des Andelys, au musée Nicolas-Poussin, rend hommage aux femmes ayant marqué l'histoire de la ville des Andelys : Clotilde, reine des Francs ; Aliénor d'Aquitaine ; Sophie Blanchard, aéronaute ; Marthe Lucas, peintre ; Emma Bovary.
Elle a fait du loup son animal symbole. Celui-ci fait l'objet de deux expositions en 2016 : Tant qu'il y aura des loups au Musée d'Art spontané de Bruxelles, puis Loup, où es-tu ? à l'Université de Rouen-Normandie.
La mer, la gémellité, la sororité sont également les thèmes récurrents de son œuvre.

## Œuvres

### Illustrations

#### Livres
- 2013 : Philippe Quinta, Comme en semant, La Meilleray-Tillay, éditions SOC & FOC (fondateur Claude Burneau)
- 2017 : Luis Porquet, Jean-Marie Le Goff (préfaces), Loquen, Résonances Singulières, Paris, éditions Lelivredart
- 2018 : Palette poétique, Rouen
- 2018 : Michel Lautru, Pan ! C'est toi le loup !, Montrouge, éditions Voix tissées

#### Couverture de livres
- 2021 : Mariem Raïss, Sept, Nîmes, NomBre7 éditions (1re édition)
- 2022 ; Mariem Raïss, Sept, Nouvelles Vénusiennes, éditions Bonbon (2e édition)

#### Pochettes de disque

##### Vinyle
- 2003: Fall in Love - Illustration de la pochette du DJ vocal Gee - Album - 33 tours -  Emcaprod - Design : Kartrak

##### CD
- 2004 : Gee - Illustration de la pochette du DJ vocal Gee - Emcaprod - Design : Kartrak

#### Kamishibaï
- 2014 : L'étrange aventure de Doudou, Le Smedar, Le Grand-Quevilly (onze illustrations sur le thème du recyclage).

#### Scénographie
- 2023 : Illustration sur scène de l'Album A Cerca de Patrizia Gattaceca à La maison qui chante - Bruxelles .

### Publications
- Jean-Louis Redval (préface), 2004, Loquen, éditions Sémios
- IIeana Cornea (préface), textes de Sylvie Loquen, 2008, Claudine Loquen, éditions Lelivredart
- HeleneCaroline Fournier (préface), 2008, Claudine Loquen, éditions  Art Total Multimedia, Québec, 26 p.  (ISBN 978-2-9808250-7-1)
- HeleneCaroline Fournier (préface), 2011, Sénat, Portraits singuliers, Claudine Loquen, Art Total Multimédia, Québec
- Jean-Paul Gavard-Perret (préf. Claudine Loquen), Claudine Loquen : Portraits singuliers, Paris, éditions Lelivredart, 28 p.
- Luis Porquet (ill. Claudine Loquen), Loquen, Rouen, 2018, 28 p. (ISBN 978-2-9557-0399-1).
- Frédérique-Anne Oudin (préface), 2020, Les oubliées, tome 1, éditions La Grisette

### Œuvres dans les collections

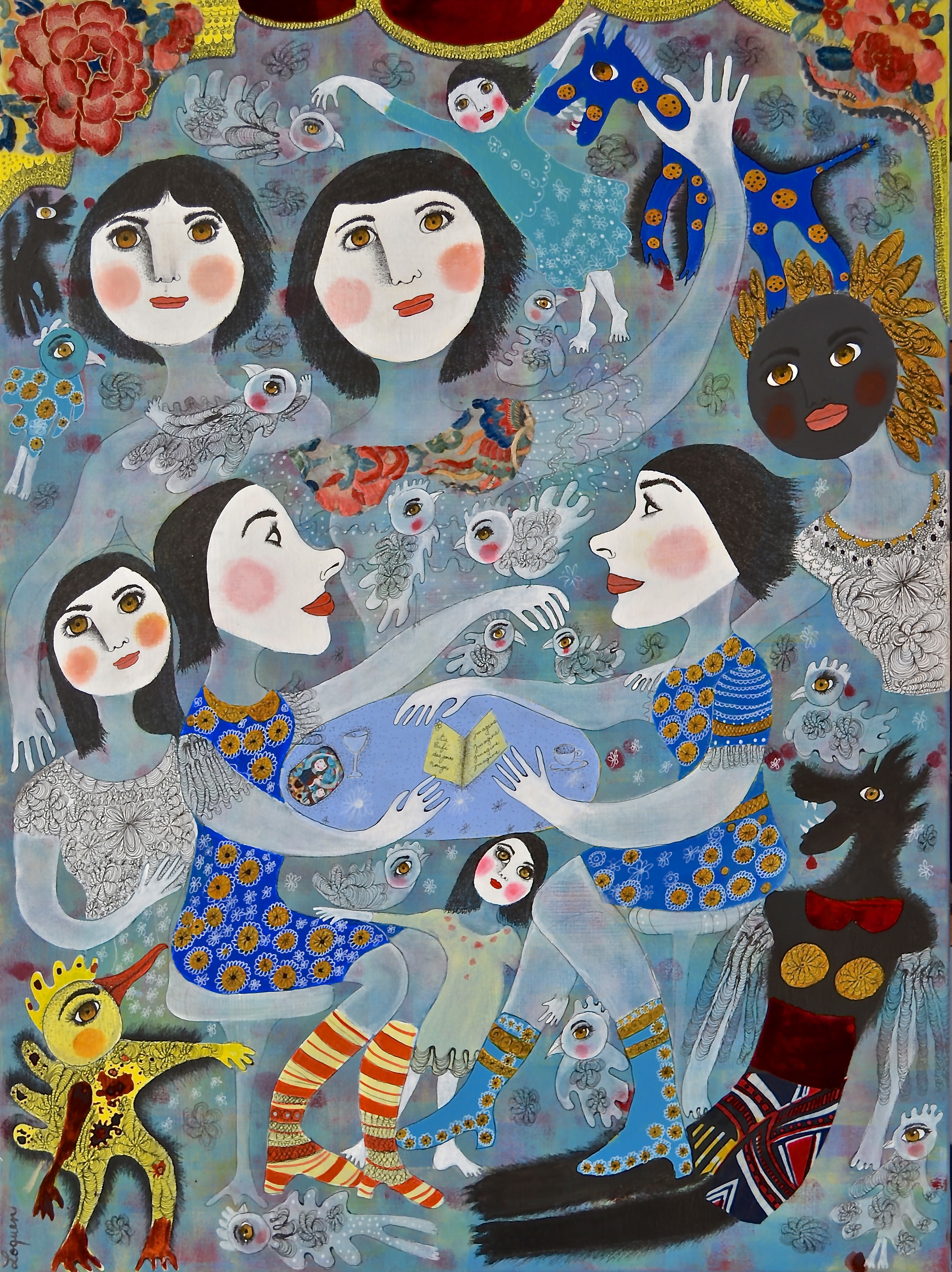
Au café des joues rouges, technique mixte sur toile, musée de Magog (Canada).

### France
- Musée Daubigny, Auvers-sur-Oise, France : Au cirque, toile ;
- Le Grand-Quevilly, Le SMEDAR : 
  - L'aventure de Doudou (no 1), œuvre sur bois ;
  - L'aventure de Doudou (no 2), œuvre sur bois ;
  - L'aventure de Doudou (no 3), œuvre sur bois.
- Le Hang-Art, Saffré : Marthe Lucas, dessin ;
- Théâtre Le vingt-sept, La Palène, Rouillac (Charente) : Il était une fois des jumeaux, fresque murale ;
- Mairie de Bricquebec: Arlequin, toile ;
- Mairie d'Osny : 
  - Marine africaine (no 1), toile ;
  - Marine africaine (no 2), toile.
- Salon d'Automne, Paris : 
  - Résonances singulières, livre d'art ;
  - Mignonne, allons voir si la rose, toile.
- Université de Rouen, Mont-Saint-Aignan : 
  - En famille, toile ;
  - Le bateau ivre, sérigraphie ;
  - Une petite robe de fête, sérigraphie.

### Belgique
- Musée d'Art spontané, Bruxelles, Belgique : 
  - La Petite Robe jaune, toile ;
  - Tournoi de loups, dessin.

### Canada
- Musée international d'art naïf de Magog, Canada : Au Café des joues rouges, toile.

### Bulgarie
- Musée de Belogradtchik, Bulgarie : Eva, sa vie, dessin.

## Expositions (sélection)

### Muséales et institutionnelles

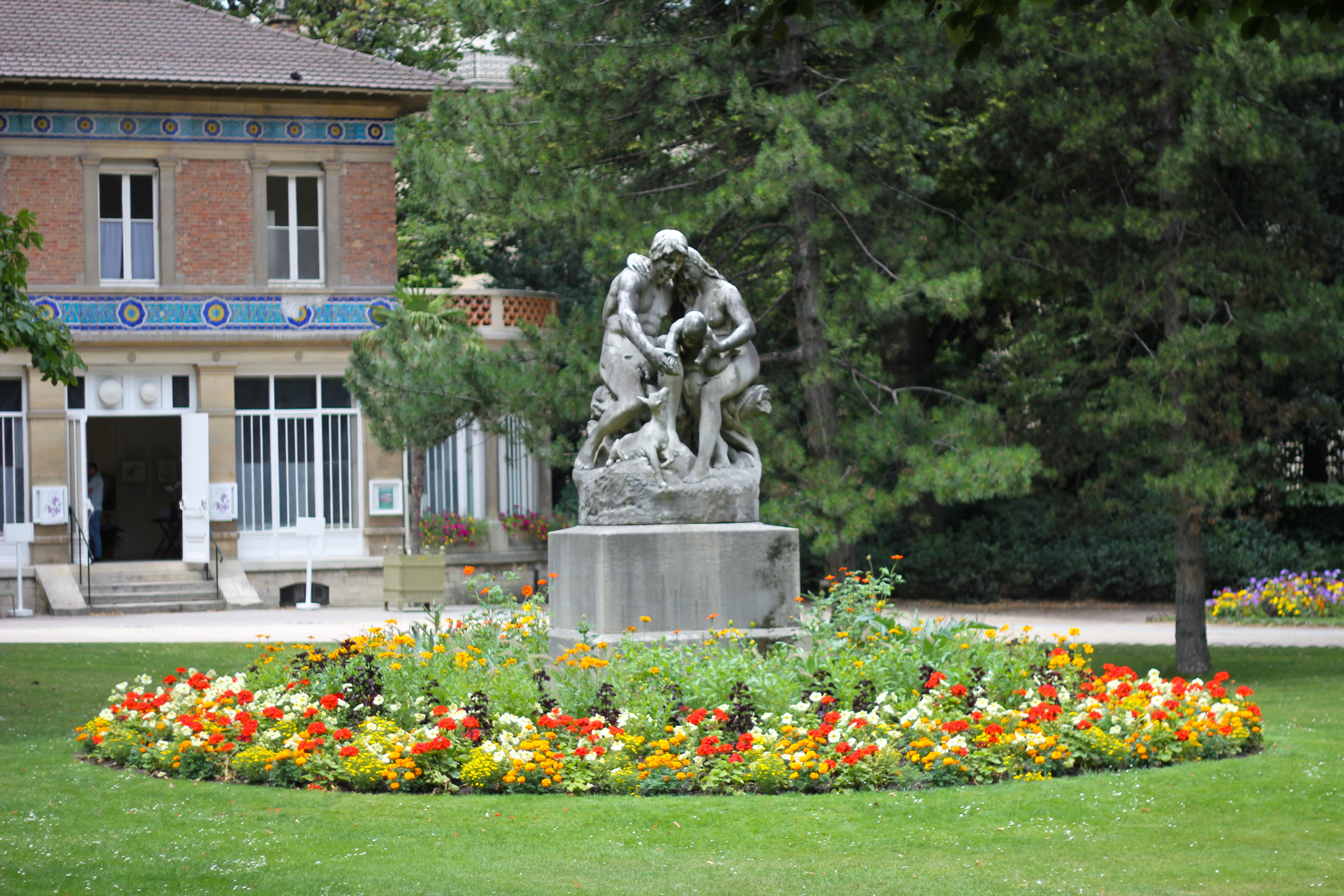
Pavillon Davioud, Jardin du Luxembourg, Paris.

- 2023 : Packaging, Wissenschaftszentrum, Salon d'Automne à Bonn, Allemagne
- 2023 : Amplitude, Musée Edith Stein, Salon d'Automne à Lubiniec, Pologne
- 2023 : Et si la France m'était contée..., Musée international d'art naïf de Magog, Canada
- 2023 : Des soeurs...Et des histoires, Centre culturel Jean-Pierre Fabrègue, Saint-Yrieix (personnelle).
- 2023 : Amplitude, Musée Miasta Jaworzna, Salon d'Automne à Jaworzno, Pologne.
- 2022 : Amplitude, Bunker 101, Salon d'Automne à Cologne, Allemagne.
- 2022 : Amplitude, Pumpwerk Siegburg, Salon d'Automne à Siegburg, Allemagne.
- 2022 : The National Art Center Museum, Salon d'Automne à Tokyo, Japon.
- 2019 : Les Dames des Andelys, Musée Nicolas-Poussin, Les Andelys[20] (personnelle).
- 2019 : International Children’s Art Museum, Salon d'Automne à Xi'an, Chine.
- 2018 : Empruntez-moi, Université de Rouen Normandie, Mont-Saint-Aignan.
- 2016 :Tant qu'il y aura des loups, Musée d'Art spontané, Bruxelles (personnelle).
- 2016 : Imaginaives, Musée international d'art naïf de Magog, Canada[21].
- 2016 : Loup, où vas-tu ?, Université de Rouen Normandie, Mont-Saint-Aignan (personnelle).
- 2016 : The National Art Center Museum, Salon d'Automne à Tokyo, Japon.
- 2011 : Portraits singuliers, Sénat, Pavillon Davioud, Jardin du Luxembourg, Paris[22],[23],[24] (personnelle).
- 2011 : Musée d'Art spontané, Evere, Belgique.
- 2012, 2014 : Port de Jaffa, Salon d'automne international à Tel Aviv, Israël.
- 2012 : Musée de Hainan, Salon d'Automne à Haikou, Chine.
- 2012 : Les Métamorphosées, avec les éditions Lelivredart, Musée de la Halle Saint-Pierre, Paris.
- 2012 : French Art Meeting, avec les éditions Patou, Centre culturel ukrainien, Paris.
- 2009 : French connection, Alliance française, Atlanta, États-Unis.
- 2004 : Princesses singulières, Mairie de Paris 4e, Paris (personnelle).

### Personnelles
- 2021 : Louves, Galerie Les peintres du Marais, Paris
- 2020 : Emma, Clotilde, Aliénor, Médiathèque, Sassetot-le-Mauconduit.
- 2019 : La maison de l’Étang, Louveciennes.
- 2018 : Galerie Rollin, Rouen (en permanence)[25].
- 2018 : Congrégation du Sacré-Cœur, Saint-Aubin-lès-Elbeuf[26].
- 2017 : Château de Regnéville-sur-Mer[27].
- 2016 : Desseins, Galerie Cap'art, Quintin[28].
- 2016 : Une vision singulière, Galerie Les Champs, Saint-Brieuc[29].
- 2016 : Galerie-librairie Le Marque Page, Quintin.
- 2015 : Galerie de l'échiquier, Pouzauges [30].
- 2015 : Galerie-librairie Le Rêve de l'escalier, Rouen.
- 2015, 2013 : Les Timandines, Les trois Vierges, Luxembourg.
- 2015 : Petit monde merveilleux, Au nom de la rose, Rouen.
- 2014 : L'étrange aventure de Doudou, Le Smedar, Le Grand-Quevilly.
- 2013 : Galerie Saint-Louis, Toulon.
- 2009 : Hôtel de ville, Yvetot.
- 2008 : Galerie Cécile Charron, Paris.
- 2008 : Centre Culturel Roger Lemelin, Québec, Canada.
- 2007, 2006 : Le Cosy, Maisons-Laffitte.
- 2007 : Chapelle Saint-Jacques, Mantes-la-Jolie.
- 2007 : Caisse centrale de réassurances, Paris.
- 2007 : Château de Gordes.
- 2006 : Château Jander, Listrac-Médoc.
- 2006, 2004 : Galerie Cap'art, Quintin.
- 2006 : Château de Grouchy, Osny.
- 2006 : Château d'Harcourt, Chauvigny.
- 2006 : Salle Sainte-Barbe, Festival d'été, Sélestat.
- 2006 : La maison du Meunier, Sannois.
- 2005 : Carré à la Farine, Versailles.
- 2005 : Galerie Armonti, Paris.
- 2004 : Galerie-librairie Le Poche-Café, Dinan.
- 2004 : Galerie Étienne de Causans, Paris.
- 2004, 2003 : Galerie Mailletz, Paris.
- 2004, 2003 : Café Les Deux Magots, Paris.
- 2003 : Château de Bricquebec, Le Chartrier.
- 2003 : Maoh Noodles, Neuilly-sur-Seine

### Collectives
- 2023 : Romans, légendes et poèmes illustrés, Sainte-Marguerite-sur-Duclair.
- 2023 : Tout n'est que murnure, Galerie Ville A des Arts, Paris
- 2023 : Salon Comparaisons, Les naïfs, Grand Palais éphémère, Paris.
- 2023 : Happy Funky Family, Le Bon Marché, Paris.
- 2022 : Salon d'Automne, Grande halle de la Villette,Art naïf, Paris.
- 2022 : Les Sarabandes, La Palène, Vaux-Rouillac.
- 2022 : Les peintres du Marais, Halle des Blancs Manteaux, Paris. -
- 2022 : Art naïf en baie de somme - Le Crotoy.
- 2022 : Salon Comparaisons, Les naïfs, Grand Palais éphémère, Paris.
- 2021 :  Salon d'Automne, Avenue des Champs-Elysées,Art naïf, Paris.
- 2021 : L'art du bonheur, en duo avec Danielle Le Bricquir, Saint-Julien.
- 2019 : La Société nationale des beaux-arts, Carrousel du Louvre, Paris.
- 2019 : Le Hang-Art, Saffré.
- 2019, 2018 : Salon des indépendants normands, Rouen.
- 2018 : Galerie Le village d'artistes, Rablay-sur-Layon.
- 2018 à 2022 : Galerie Rollin, Rouen.
- 2018, 2016 : Biennale d'art naïf, Andresy.
- 2018 : CREA, Saint-Ouen-de-Thouberville.
- 2018 : Galerie du Parc, Barneville-Carteret[31].
- 2018 : Artistes singuliers pluriel, Les Damps.
- 2018 : Les Hivernales, Bonsecours.
- 2022, 2018 : Rouen National Arts, Halle aux toiles, Rouen.
- 2017 à 2021 : Salon Comparaisons, Les naïfs, Grand Palais, Paris.
- 2017 à 2020 : Galerie Vivienne, Paris.
- 2017 à 2019: Galerie Étienne de Causans, Paris.
- 2015 : Galerie Béatrice Bellat, Paris.
- 2015 : L'échappée belle, Maison des Traouiero, Perros-Guirec.
- 2016, 2015 : Salon des artistes français, Grand Palais, Paris.
- 2016 : Rampe art, Château de Flamanville.
- 2014 : Rampe art, Bricquebec.
- 2014 : Cercle des artistes de Paris, Parc floral, Vincennes.
- 2013 à 2022 : Courant d'arts, Authon-du-Perche.
- 2013 : Galerie du Croissant, Bruxelles, Belgique.
- 2012 : Art Metz, Metz.
- 2012 : Les Hivernales, Palais des Congrès, Montreuil.
- 2011 : Lille Art Fair, Lille.
- 2011 : Salon d'Automne International, Sarria, Espagne.
- 2011 : Portrait art Today, Galerie Claire Corcia, Paris.
- 2010 : Les Primitifs modernes, La Maison du Limousin, Paris.
- 2009, 2010 : Courant d'arts, Miermaigne.
- 2009 à 2012 : La Grande Exposition Internationale, Espace contemporain, Québec, Canada.
- 2010 : Art affordable art Fair, Halle Freyssinet, Paris.
- 2010 : Salon des arts, Maisons-Laffitte.
- 2010 : Espace Pierre Cardin, Galerie Cécile Charron, Paris.
- 2010 : Biennale d'art naïf, Saint-Junien.
- 2010 : Primo Piano LivinGallery, Lecce, Italie.
- 2010 à 2020 : Salon d'Automne, groupe Mythes et réalités puis groupe Mythes et singularité, Avenue des Champs-Elysées, Paris [32]
- 2009 : Le Grand Baz'Art, Bézu-Saint-Eloi.
- 2009 : Art Fair Contemporay Art, Innsbruck, Autriche[33].
- 2009 : Salon des primitifs modernes, Neuilly-Plaisance.
- 2009, 2006 : Château de Rully, Rully.
- 2008 : Les Singuliers, Galerie Art & Miss, Paris.
- 2008 à 2018 : Galerie Saint-Louis, Toulon.
- 2008 : Galerie 5 minutes d'arrêt, Châteauroux.
- 2008 : Bann'art, Festival d'art singulier, Banne.
- 2007, 2015 : Salon des arts, Cavan [34].
- 2007 : Légendes, contes et mythes, La Gwal'Art, Québec, Canada.
- 2007 : Sillons d'art, Galerie Atelier, Saint-Briac-sur-Mer.
- 2007 : Visions d'Afrique, Galerie Art & Miss, Paris.
- 2007 : Bleu, couleur dominante, La Gwal'Art, Québec, Canada.
- 2006 : Salon d'automne, Yerville.
- 2004 : Galerie Les Pyramides, Port-Marly.
- 2004 : Nature et Afrique, Galerie de l'Entrepôt, en trio avec Manabu Kochi et Patrick Chappert-Gaujal, Paris[35].
- 2002 : Les peintres du Marais, Paris.

## Prix et distinctions
- 2023 : Invitée d'honneur au Salon des arts de Sainte-Marguerite-sur-Duclair.
- 2021 : Prix Art naïf, Les amis du Salon d'automne, Paris.
- 2019 : Prix Coup de cœur des enfants, Salon d'automne, Elbeuf.
- 2014 : Prix Jean-Anouilh, Les amis du Salon d'automne, Paris[36].
- 2010 : Invitée d'honneur au Salon des arts de Maisons-Laffitte[37].
- 2008 : Prix France-Europe - CIAAZ, Québec (Canada).

#### Travaux universitaires
- Domitille Alibert (1999-) consacre à l'artiste son mémoire de Master 2 en Histoire de l'art en 2022, sous la direction de Marc Décimo : Claudine Loquen ou une artiste féministe aux marges de la création - 220 p. Université Paris-Nanterre. Il s'agit d'un des premiers travaux sur Claudine Loquen .

#### Encyclopédies biographiques
- L'Agora no 104 (juillet-août-septembre 2023), p. 53, revue de la Société des poètes français, Paris
- Le portfolio des artistes singuliers (2020). Artension - Hors-série no 29 - p. 13 - Paris : éditions Lelivredart   (ISSN 0294-3107).
- Le Salon d'Automne à travers ses affiches de 1903 à nos jours (2019). Paris : éditions Lelivredart  (ISBN 978-2-35532-334-8).
- Francis Parent (2014). Portrait Art Today Arcueil : éditions Patou, p. 200 et 201  (ISBN 978-2-953254891).
- La Bible de L’Art Singulier Tome 3, Inclassable et Insolite (2013) Paris : éditions Lelivredart, p. 109  (ISBN 978-2-355321405).
- Who's who (2012), International Art, Artistes des XXe et XXIe siècles, Genève.
- Francis Parent, Nude Art Today (2012), Arcueil : éditions Patou  (ISBN 2-9532548-6-2).
- Francis Parent, Guide des ateliers d’artistes, 2010, Arcueil : éditions Patou  (ISBN 978-2-9532548-3-9).
- Magazin'art (2009), Québec : éditions Editart International, p. 149  (ISBN 978-0-9680646-72).
- Les artistes d'aujourd'hui (2009), Québec : éditions Art Total Multimedia, p. 16-17  (ISBN 978-2-923622-00-2) (OCLC 936980723).
- Le Marché International de l'art contemporain (2009), Québec : éditions Art Total Multimedia, p. 14  (ISBN 978-2-923622-01-9) (OCLC 936980792).
- Critiques d'art (2009) volume 1, Québec : éditions Art Total Multimedia, p. 18-28-34  (ISBN 978-2-923622-07-1) (OCLC 936989494).
- La Bible de L’Art Singulier Tome 2, Inclassable et Insolite (2008). Paris : éditions Lelivredart  (ISBN 978-2-355320224).
- Christian Sorriano, Guid'art (2008). Paris : éditions Larousse, p. 332.
- Akoun (2015), Paris : Selena éditions  (ISBN 979-10-94886007), p. 588.
- Guide de Roussan, marché de l'art au Québec (2008) : éditions De La Roche  (ISBN 978-2-923073095).

#### Catalogues d'expositions personnelles ou collectives
- Amplituda, 2023, Musée Miasta Jaworzna, p.26, Polsko-Francusko-Niemiecka, Pologne  (ISBN 978-83-65438-21-8)
- Saison culturelle, janvier-juin 2023, Espace Jean-Pierre Fabrègue, Saint-Yrieix-la-Perche
- Exposition de l'Art Actuel France-Japon 2022, 23e édition, p. 34, Tokyo, Japon
- Amplitude (2022), Bundesverband Bildender Kunstlerrinnen und Kunstler, Bonn
- Art naïf, 5e Salon international en Baie de Somme, Saint-Valery-sur-Somme
- Rouen National Arts 2022, Ville de Rouen, DCRP: Design ZigZag, Rouen
- Salon d'automne 2022, Paris : Éditions Lelivredart  (ISBN 978-2-956341048).
- Comparaisons 2022, Paris :  (ISBN 978-2-86377-285-0).
- Salon d'automne 2021, Paris : éditions Lelivredart  (ISBN 978-2-9563410-3-1).
- Salon des Beaux-arts 2019, Paris : SNBA, SETIG-Abelia.
- Comparaisons 2019, Paris : éditions de l'Aubois  (ISBN 978-2-9546893-8-8).
- Nouvelle route de la soie du 21e siècle (2019), Xi'an International Art city.
- Salon d'automne 2018, Paris : éditions Lelivredart  (ISBN 978-2-956341000).
- Comparaisons 2018, Paris : éditions de l'Aubois  (ISBN 978-2-954689371).
- Comparaisons 2017, Paris : éditions de l'Aubois  (ISBN 978-2-954689371).
- Salon d'automne 2017, Paris : éditions Lelivredart, p. 178  (ISBN 978-2-953319996).
- Viens, je t'emmène (2014), Canens : éditions in extenso, p. 23  (ISBN 979-10-91148-10-8).

#### Articles de presse
- Bertrand Naivin (2023), « Sœurs d'art, sœurs d'armes », Artension no 177 p. 25 (ISSN 1265-3187).
- Jean-Paul Gavard-Perret (2022), « Claudine Loquen, Les charmeuses innocentes », Le Littéraire.
- Philippe Lespinasse (2021), « Des toiles sur la toile », Siné Mensuel, no 109, p. 29  (ISSN 2118-7827).
- Frédérique-Anne Oudin (2019), « Claudine Loquen, Les Dames des Andelys », Artension, no 155, p. 47 (ISSN 1265-3187).
- Jean-Paul Gavard-Perret (2018), « Claudine Loquen, Destins en suspens », Le Littéraire.
- Luis Porquet (2018), « Claudine Loquen ou la poésie révélée », Les Affiches de Normandie, no 6322  (ISSN 1145-8488).
- Luis Porquet (2018), « Claudine Loquen à l'affiche », Les Affiches de Normandie, no 6334  (ISSN 1145-8488).
- Aurèle Ricard (2018), « Claudine Loquen, peintre sculpteur du merveilleux », Bazart, no 216, couverture.
- Jean-Paul Gavard-Perret, (2016), « Apostilles pour la tête et les seins d'abeilles », Carnet d'art.
- Thibaud Josset, (2011), « Claudine Loquen, le bonheur de la sensualité naïve », Paris, Univers des arts, no 160, p. 74-75.
- Psychologies Magazine (2006), Paris, p. 45.